# Derovatellus rostrata
Derovatellus rostrata is een keversoort uit de familie waterroofkevers (Dytiscidae). De wetenschappelijke naam van de soort is voor het eerst geldig gepubliceerd in 1854 door Koch & Berendt.